# Henry Fairfield Osborn
Henry Fairfield Osborn (Fairfield, 8 agosto 1857 – New York, 6 novembre 1935) è stato un paleontologo statunitense, che divenne direttore dell'American Museum of Natural History di New York. Sotto la sua guida, l’istituzione crebbe enormemente di prestigio e importanza.

## Gli anni giovanili
Nato nel Connecticut da una famiglia ricca, il giovane Osborn poté iscriversi al College of New Jersey (divenuto successivamente l'Università di Princeton). Lì conobbe William Berryman Scott, con il quale rimase amico per tutta la vita, e Francis Speir. Insieme ai due amici, Osborn sviluppò un notevole interesse per i fossili, e nell'estate del 1877 organizzarono una fruttuosa spedizione nel Bridger Basin, nello Wyoming, ricco di fossili di mammiferi. Nelle due estati successive il trio organizzò con successo altre due spedizioni.
Osborn e Scott divennero seguaci di Edward Drinker Cope, il paleontologo di Philadelphia che diede vita, insieme a Othniel Charles Marsh, a una vera e propria guerra per il controllo dei maggiori giacimenti fossiliferi. Il giovane Osborn, quindi, fu coinvolto nelle rivalità di due tra i massimi paleontologi dell'epoca. In seguito alla specializzazione post laurea a Princeton, Osborn e Scott si recarono in Europa per proseguire la formazione. A Londra Osborn ebbe occasione di conoscere Thomas Henry Huxley (il cosiddetto “mastino di Darwin”), mentre a Cambridge incontrarono il noto embriologo Francis Balfour.

## La maturità
Dopo il ritorno nella madre patria, Osborn fu ammesso nel corpo insegnanti di Princeton insieme all'amico, ma dopo qualche anno, nel 1891, accettò di far parte dello staff dell'American Museum of Natural History. Qui Osborn divenne una figura di spicco: fondò la sezione di paleontologia dei vertebrati, un vero fiore all'occhiello per il museo. Successivamente, alla Columbia University, contribuì non poco alla nascita del dipartimento di zoologia e della facoltà di specializzazione per laureati. Poco dopo l'arrivo nel museo di New York, Osborn reclutò una serie di importanti figure nella storia della paleontologia americana: Jacob Wortman, già assistente di Cope; William Diller Matthew, in seguito fondamentale all'interno del dipartimento di paleontologia; Walter Granger, che divenne un'autorità per quanto riguarda mammiferi estinti e dinosauri, e che prese parte ad alcune spedizioni in Mongolia; e Barnum Brown, uno dei massimi esperti nelle ricerche sul campo.
Per circa 25 anni Osborn fu direttore del museo di New York; sotto la sua guida, l'istituzione accrebbe enormemente il suo prestigio e la sua fama nel mondo, arrivando ad essere uno dei più importanti musei di storia naturale nel mondo.
Muore nel 1935 e viene sepolto nel cimitero parrocchiale di San Filippo, a New York.